# تاكافومي ميكورييا
تاكافومي ميكورييا (باليابانية: 御厨 貴文) (11 مايو 1984 في ناغاساكي في اليابان – )؛ هو لاعب كرة قدم ياباني سابق كان يلعب كمدافع.

## وصلات خارجية
- تاكافومي ميكورييا على موقع رابطة كرة القدم اليابانية للمحترفين (اليابانية)
- تاكافومي ميكورييا على موقع قاعدة بيانات كرة القدم.إي يو (الإنجليزية)
- تاكافومي ميكورييا على موقع Soccerway.com (الإنجليزية)
- تاكافومي ميكورييا على موقع عالم كرة القدم.نت (الإنجليزية)